# خنوی لیمویی
نام علمی گونه:
(Plectorhichus flavomaclatus (Ehrenberg,۱۸۳۰
نام علمی مترادف: ندارد
نام انگلیسی:
Lemon sweetlips
نام فارسی: خِنوی لیمویی
اندازه : حداکثر اندازه بدن به ۶۰ سانتیمتر می‌رسد.
مشخصات : لبها بزرگ و ضخیم که با افزایش سن ضخیم‌تر می‌شود، چانه دارای ۶ عدد سوراخ، باله پشتی دارای ۱۲ تا ۱۳ شعاع سخت و ۱۹ تا ۲۲ شعاع نرم و باله مخرجی دارای ۳ شعاع سخت و ۷ شعاع نرم می‌باشد، بدن پوشیده از فلسهای شانه‌ای که دارای ۶۰ عدد فلس سوراخدار بر روی خط جانبی است و بخش پائینی اولین کمان آبششی دارای ۱۶ تا ۱۹ عدد خار می‌باشد. رنگ بدن خاکستری مایل به آبی است که در جوانها دارای نوارهای نارنجی یا طلایی است.
زیست‌شناسی : در مناطق ساحلی، اطراف جزایر صخره‌ای مرجانی و مناطق سنگی از آبهای کم عمق ساحلی تا عمق زیر ۸۰ متر زیست می‌کند و از بی مهرگان کفزی تغذیه می‌کند. افراد جوان اغلب به صورت گروهی بر روی گیاهان دریایی دیده می‌شود.
نامهای مورد استفاده در جنوب ایران: خنو
وسایل صید: ترال کف، قلاب دستی و رشته قلاب طویل.